# 埃比尼澤街

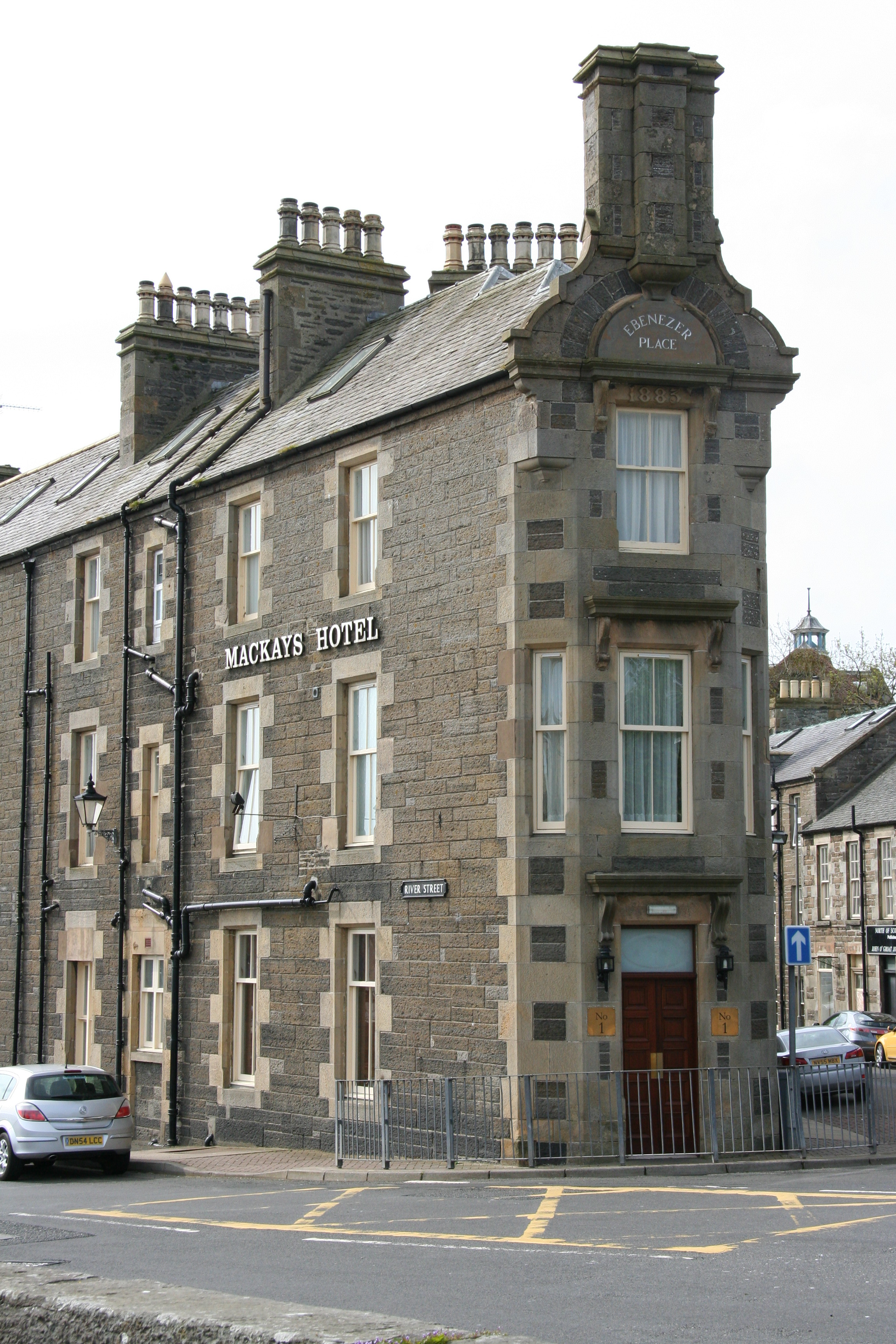
只有2.06米的比尼澤街

埃比尼澤街(Ebenezer Place)是一條位於蘇格蘭凱斯內斯韋克(Wick)的街道，全長2.06米，是《健力士世界紀錄大全》中所記載全球最短的街道。
在2006年，埃比尼澤街超越了位於英國蘭開夏郡，全長5.2米的伊利近街，成為世界上最短的街道。這街只有一棟建築物，是為一間建於1883年的酒店。

## 資料來源
1. ↑  Town loses record for world’s shortest street
2. ↑  measures up to new record[]